# Fine Wine
Fine Wine es una película de comedia romántica nigeriana de 2021 dirigida por Seyi Babatope y escrita por Temitope Akinbode y Diche Enunwa. Está protagonizada por Richard Mofe-Damijo, Ego Nwosu, Zainab Balogun y Nse Ikpe-Etim. Se estrenó en cines el 12 de febrero de 2021 en vísperas del fin de semana de San Valentín.

## Elenco
- Richard Mofe-Damijo
- Ego Nwosu
- Nse Ikpe-Etim
- Ademola Adedoyin
- Belinda Effah
- Zainab Balogun
- Keppy Ekpenyong